# Bohumil Trnečka
Bohumil Trnečka (Brno, Moravië, 21 maart 1924 - 30 april 2009) was een Slowaaks componist, muziekpedagoog, dirigent en trombonist van Tsjechische herkomst.

## Levensloop
Trnečka heeft na zijn muziekstudie van 1947 tot 1948 meegespeeld in het orkest van Gustav Brom. Vanaf 1949 was hij 1e trombonist in de Slowakische Filharmonie tot 1970. In 1951 heeft hij afgestudeerd aan het Statelijke conservatorium van Brno trombone en compositie. In deze tijd speelde hij - zoals het zijn studies mogelijk maakten - in de RK Club Richard Kubernát. Van 1951 tot 1954 studeerde hij zes semesters aan de Vysoká škola múzických umení (VŠMU) (Hoge school voor muziek en theater) in Bratislava.
Van 1951 tot 1956 was hij ook leraar voor trombone aan het Konzervatórium v Bratislave (Conservatorium te Bratislava) en hij gaf daar ook cursussen en workshops voor amateur-muzikanten. Voor een geruime tijd was hij met verschillende Big Bands bezig onder andere ook met optredens in films en tv-series. Maar hij had ook succes als componist voor populaire muziek. Van 1980 tot 1998 was hij opnieuw Conservatorium te Bratislava werkzaam. In 1983 werd van hem een Big Band opgericht, die in binnen- en buitenland op wedstrijden en festivals succes oogstte. In de tijd van 1988 tot 1993 was hij ook leider van een vocaal-sextet.

## Composities

### Werken voor orkest
- 1966 Kroky
- 1966 Každý deň
- 1970 Raketa
- 1986 Fantázia, voor vier hoorns en orkest
- 1989 Balada Rapsodická, suite voor klarinet, trompet, trombone en orkest
- Malá suita, voor trompet en orkest

### Werken voor harmonieorkest
- 1965 Jazzová suita
- 1965 Malý nápad
- 1979 Malá suita, voor trompet en harmonieorkest
- Promenáda při rybníku, voor trombone solo en harmonieorkest

### Toneelwerken

#### Musicals
- 1992 Čarokrásna pani majstrová
- Nebeskí jazdci

#### Melodrama
- 1965 Black And White, melodrama voor jazz-orkest, spreker - tekst: V. Majakovskij

### Werken voor koor
- By an' , negro spiritual
- Passacaglia
- Little David, negro spiritual
- Sometimes I Feel
- Star Dust
- Come in and stay a while

### Vocale muziek
- 1975 Spev o slobode, cyclus voor solozang en orkest

### Kamermuziek
- 1967 Nonet
- 1982 Invencia, voor blazers oktet (2 hobo's, 2 klarinetten, 2 hoorns, fagot en contrafagot)
- 1983 Tri fresky, voor fagot
- 1985 Hudba (Muziek), voor koperkwintet

### Filmmuziek
- 1968 Foto-Oto tv
- 1970 Rajský plyn tv-film

### Werken voor Big Band
- 1965 Prechádzka v rytme, voor trompet en Big Band
- 1967 Farebné blues, voor trompet en Big Band
- 1977 Farebný rytmus, voor trompet en Big Band

## Publicaties
- A. Matzner, I. Poledňák, I. Wasserberger: Encyklopedie jazzu a moderní populární hudby. 3. edition, Praha, 1990.

- International Standard Name Identifier: 0000 0000 5655 3238
- MusicBrainz: b2e3102b-c416-4043-afe8-cd92dcd30d5d
- Nationale Bibliotheek van Tsjechië: ola200202931
- Virtual International Authority File: 84916328